# 河原千尋
河原 千尋(かわはら ちひろ、1985年1月5日 - )は、大阪市出身の女子プロビリヤード選手。日本プロポケットビリヤード連盟所属のプロポケットビリヤード選手(第39期生)。2010年、2011年、2013年、2014年、2015年、2016年、2017年、2018年、2019年、2023年、JPBA日本女子ランキング１位。

## 来歴
14歳からビリヤードを始め、大阪の「ビリヤード佐野」に閉店するまで３年間通う。
ビリヤードを始めた年に開催された全日本選手権を観戦してプロになることを決めた。
15歳の時には全日本アマチュアポケットビリヤード選手権大会・女子級を史上最年少で制覇し、4年後に2度目の優勝。
全日本女子ナインボールオープンでも2年連続入賞、ベストアマ賞獲得などアマチュアの頃から突出した強さを見せ、2005年に大型新人としてプロ入り。
プロ1年目からセントラルレディースオープン優勝、西日本女子プロツアー第5戦（エイトボール）優勝と好成績を収め、現在に至るまで10度の日本女子ランキング１位を獲得するなど活躍し続けている。
2015年より男女混合戦にも参戦し、2016年にはハウステンボス九州オープンでベスト８入りを果たしている。
海外戦にも積極的に参戦しており、2016年アムウェイ女子世界選手権では日本人最高位である３位入賞。
日本代表として出場した2013年アジアインドアマーシャルアーツゲームズでは銀メダルに輝いている。
日本国内だけでなく海外でも活躍する河原は、名実共に「日本のエース」と呼ばれ、最も世界チャンピオンに近い日本の女子選手として期待されている。
2015年8月、大阪市中央区に自身がオーナーとして、ビリヤード・カフェ＆バー「アンセーズ」を開店した。

## 主な成績
- 2005年
  - 第13回セントラルレディースオープン(G3) 優勝
  - 西日本女子プロツアー第4戦(西G3) 3位タイ
  - 全日本女子プロツアー第3戦(G2) 5位タイ
  - 西日本女子プロツアー第5戦(西G3) 優勝

- 2006年
  - 西日本女子プロツアー第2戦(西G3) 準優勝
  - 西日本女子プロツアー第3戦(西G3) 準優勝
  - 第8回九州レディースオープン(G2) 準優勝
  - 西日本女子プロツアー第5戦(西G3) 5位タイ
  - 第18回オータムクィーンズオープン(G2) 準優勝

- 2007年
  - 全日本女子プロツアー第1戦(G2) 優勝
  - 第5回関西レディースUSナインボールオープン(G2) 3位タイ
  - 第20回ジャパンオープン(G1) 準優勝
  - 全日本女子プロツアー第3戦(G2) 準優勝
  - 全日本女子プロツアー第4戦(G2) 3位タイ
  - 第7回東海レディースナインボールグランプリ(G3) 3位タイ
  - 第40回全日本選手権(SG1) 5位タイ
  - Macau 2007 Asian Indoor Games 4位タイ

- 2008年
  - 第6回関西レディースUSナインボールオープン(G2) 5位タイ
  - 全日本女子プロツアー第1戦(G2) 準優勝
  - 第21回ジャパンオープン(G1) 3位タイ
  - 全日本女子プロツアー第2戦(G2) 優勝
  - 全日本女子プロツアー第3戦(G2) 5位タイ
  - 全日本女子プロツアー第4戦(G2) 5位タイ
  - 第8回東海レディースナインボールグランプリ(G3) 優勝
  - 第20回北陸オープン(G2) 5位タイ
  - 第41回全日本選手権(SG1) 3位タイ
  - Asia 10-Ball Championship 優勝

- 2009年
  - 第7回関西レディースUSナインボールオープン(G2) 5位タイ
  - 全日本女子プロツアー第1戦(G2) 3位タイ
  - 全日本女子プロツアー第3戦(G2) 3位タイ
  - 全日本女子プロツアー第4戦(G2) 3位タイ
  - 全日本女子プロツアー第5戦(G2) 準優勝
  - 全日本女子プロツアー第6戦(G2) 準優勝
  - 第23回北陸オープン(G2) 優勝
  - 第21回オータムクィーンズオープン(G2) 準優勝
  - 女子アジアナインボール選手権 3位タイ
  - アジアンインドアゲームズナイン 準優勝
  - アジアンインドアゲームズエイト 4位

- 2010年
  - 第8回関西レディースUSナインボールオープン(G2) 3位タイ
  - 第23回ジャパンオープン(G1) 3位タイ
  - 全日本女子プロツアー第1戦(G2) 準優勝
  - 第21回全日本女子オープン(G3) 優勝
  - 全日本女子プロツアー第2戦(G2) 3タイ
  - 第18回セントラルレディースオープン(G3) 優勝
  - 第14回九州レディースオープン(G3) 3位タイ
  - 第24回北陸オープン(G2) 3位タイ
  - 第10回東海レディースナインボールグランプリ(G3) 5位タイ
  - 第21回オータムクィーンズオープン(G2) 準優勝
  - 第43回全日本選手権(SG1) 3位タイ

- 2011年
  - 第9回関西レディースUSナインボールオープン(G2) 優勝
  - 第22回全日本女子ナインボールオープン(G3) 優勝
  - 全日本女子プロツアー第1戦(G2) 優勝
  - 第24回ジャパンオープン(G1) 準優勝
  - 第15回九州レディースオープン(G3) 5位タイ
  - 全日本女子プロツアー第2戦(G2) 5位タイ
  - 第11回東海レディースナインボールグランプリ(G3) 3位タイ
  - 第25回北陸オープン(G2) 3位タイ
  - 全日本女子プロツアー第3戦(G2) 優勝

- 2012年
  - 第23回全日本女子ナインボールオープン(G3) 優勝
  - 第10回関西ナインボールレディースオープン(G2) 優勝
  - 第25回ジャパンオープン(G1) 準優勝
  - 国別対抗世界チーム 準優勝
  - 第12回東海レディースグランプリ(G3) 優勝
  - 全日本女子プロツアー第2戦(G2) 5位タイ
  - 第26回北陸オープン女子(G2) 5位タイ

- 2013年
  - Amway Open 9位タイ
  - 全日本女子プロツアー第1戦(G2) 5位タイ
  - China Open 9位タイ
  - アジアインドア・マーシャルアーツゲームズ 準優勝
  - 第26回ジャパンオープン(G1) 優勝
  - 第21回関東レディースオープン(G3) 3位タイ
  - 第13回東海レディースグランプリ(G2) 優勝
  - 第27回北陸オープン女子(G2) 3位タイ
  - 第46回全日本選手権大会(SG1) 準優勝

- 2014
  - 全日本女子プロツアー第1戦(G2) 優勝
  - Amway Open 5位タイ
  - 全日本女子プロツアー第2戦(G2) 優勝
  - 第22回関東レディースオープン(G3) 優勝
  - 第14回東海レディースグランプリ(G2) 準優勝
  - 第28回北陸オープン女子(G2) 5位タイ
  - 第47回全日本選手権大会(SG1) 3位タイ

- 2015年
  - 第13回関西レディースオープン(G2) 優勝
  - JPBA GRAND PRIX WEST GP-2(西G3) 5位タイ(男子トーナメント)
  - 第26回大阪クイーンズオープン(G2) 優勝
  - 第23回関東レディースオープン(G3) 準優勝
  - 第28回ジャパンオープン女子(G1) 優勝
  - 第15回東海レディースグランプリ(G2) 3位タイ
  - 第29回北陸オープン女子(G2) 5位タイ
  - 第18回九州レディースオープン(G2) 5位タイ
  - 第48回全日本ポケットビリヤード選手権大会 女子(SG1) 準優勝
  - 2015年全日本女子プロツアー第二戦(G2) 優勝

- 2016年
  - 第14回関西レディースオープン(G2) 優勝
  - 第27回大阪クイーンズオープン(G2) 優勝
  - 2016年アムウェイ女子世界９ボールオープン(海外戦) 3位タイ
  - 第16回東海レディースグランプリ(G2) 準優勝
  - 第30回北陸オープン女子(G2) 3位タイ
  - 第49回全日本ポケットビリヤード選手権大会 女子(SG1) 準優勝
  - 2016年女子ナインボール世界選手権(海外戦) 準優勝

- 2017年
  - 2017年全日本女子プロツアー第二戦(G2) 3位タイ
  - 第25回関東レディースオープン(G3) 優勝
  - 第30回ジャパンオープン女子(G1) 3位タイ
  - 2017ワールドゲームズ女子９ボール(海外戦) 5位タイ
  - グリ国際9ボール選手権 女子(海外戦) 5位タイ

- 2018年
  - 第16回関西レディースオープン(G2) 優勝
  - 第26回関東レディースオープン(G3) 準優勝
  - 2018全日本女子プロツアー第二戦(G2) 優勝
  - 2018全日本女子プロツアー第三戦(G2) 優勝
  - 第31回ジャパンオープン女子(G1) 3位タイ
  - 2018全日本女子プロツアー第四戦(G2) 準優勝
  - 2018チャイナオープン女子(海外戦) 5位タイ
  - 第18回東海レディースグランプリ(G2) 準優勝
  - 第32回北陸オープン女子(G2) 優勝
  - 2018九州レディースオープン(G2) 準優勝

- 2019年
  - 2019関東レディースオープン(G3) 優勝
  - 2019大阪クィーンズオープン(G3) 優勝
  - 2019全日本女子プロツアー第二戦(G2) 3位タイ
  - 2018全日本女子プロツアー第三戦(G2) 準優勝
  - 第18回東海レディースグランプリ(G2) 優勝
  - 2018九州レディースオープン(G2) 優勝

- 2023年
  - 2023関西レディースオープン(G2) 3位タイ
  - 2023全日本女子プロツアー第二戦(G2) 3位タイ
  - 2023大阪クィーンズオープン(G2) 優勝
  - 2023全日本女子プロツアー第二戦(G2) 準優勝
  - 2023全日本女子プロツアー第四戦(G2) 優勝
  - 2023京都レディースMezzオープン(G2) 優勝
  - 第56回全日本選手権(SG1) 準優勝

- 2024年 2024Predator Las Vegas Women’ｓ open 3位タイ 2024全日本女子プロツアー第２戦 優勝 2024関東レディースOP　優勝 2024アジア女子９ボール選手権 ３位 2024大阪クイーンズオープン 準優勝 2024WPBA Raxx Mezz Invitational４位 2024全日本女子プロツアー第４戦 準優勝 2024女子９ボール世界選手権 ３位 2024京都レディースオープン 優勝